# Thruston
Thruston es un lugar designado por el censo ubicado en el condado de Daviess en el estado estadounidense de Kentucky. En el censo de 2020 tenía una población de 2234 habitantes y una densidad poblacional de 487,77 habitantes por km². Fue incluido como CDP en el censo de 2020. 

## Geografía
Thruston se encuentra ubicado en las coordenadas 37°48′03″N 87°01′33″O / 37.80083, -87.02583. Según la Oficina del Censo de los Estados Unidos,  tiene una superficie total de 4,58 km², de la cual 4,57 km² corresponden a tierra firme y 0,01 km² a agua.